# American Murderer
American Murderer ist ein US-amerikanischer Thriller aus dem Jahr 2022 von Matthew Gentile. Er basiert auf der wahren Geschichte von Jason Derek Brown, der durch einen skrupellosen Raubüberfall zu einem der meistgesuchten Verbrecher in den Vereinigten Staaten wurde.
Die deutsche Synchronisation entstand nach einem Dialogbuch und der Dialogregie von Roman Wessel im Auftrag der Iyuno Germany in Berlin.

## Handlung
Seit sein halbseidener Vater auf der Flucht vor der Polizei untergetaucht ist, ist der einst zielstrebige Jason von der Spur abgekommen: er feiert wilde Partys, bricht reihenweise die Herzen der Frauen und schlägt sich mit Betrügereien durch.
Sein kostspieliger Lebensstil wird ihm zum Verhängnis, als eine Gruppe von Gangstern, bei denen er Spielschulden hat, ihm auflauert: drei Tage geben sie ihm Zeit, das Geld zu beschaffen. Andernfalls müsse er mit seinem Leben bezahlen.
Zunächst versucht Jason, sich das Geld von Familie und Freunden zu borgen. Doch es ist nicht das erste Mal, dass Jason in der Klemme steckt und mittlerweile ist niemand mehr bereit, ihm zu helfen. Von allen Seiten bekommt er zu hören, er solle sein Leben endlich selbst in den Griff kriegen.
Verzweifelt beschließt Jason, das Geld bei einem Raubüberfall aufzutreiben. In der Hoffnung, mit seiner Tat davonzukommen, wenn es keine Zeugen gibt, erschießt er kaltblütig den Fahrer eines Geldtransporters und macht sich mit 56 Tausend Dollar aus dem Staub.
Als seine Fingerabdrücke auf dem Fahrrad, mit dem er vom Tatort geflüchtet ist, identifiziert werden, beginnt eine Großfahndung nach ihm. Auch seine Familie erfährt von seiner Gräueltat. Jason’s Schwester stellt ihn zur Rede. Sie bittet ihn, sich der Polizei zu stellen, doch Jason entscheidet sich, genau wie einst sein Vater, für ein Leben auf der Flucht.

## Produktion
Der Film war das Regiedebüt von Matthew Gentile, der auch das Drehbuch schrieb.
Die Dreharbeiten begannen im Dezember 2020 in Utah und wurden im Januar 2021 abgeschlossen. Weitere Aufnahmen fanden im April 2021 statt.

## Auszeichnungen (Auswahl)
Boston Film Festival 2022
- Auszeichnung für Best Actor (Tom Pelphrey)

- Auszeichnung für Best Music (Scott Gentile)[7]

Fayetteville Film Festival 2022
Auszeichnung als Best Narrative Feature
San Diego International Film Festival 2022
Auszeichnung für Artistic Director's Award (Matthew Gentile)
Taormina International Film Festival 2022
- Nominierung für Best Director (Matthew Gentile)

- Auszeichnung als Best Film[7]

## Synchronisation
| Darsteller        | Synchronsprecher | Rolle             |
| ----------------- | ---------------- | ----------------- |
| Tom Pelphrey      | Julien Haggège   | Jason Derek Brown |
| Ryan Phillippe    | Peter Lontzek    | Lance Leising     |
| Idina Menzel      | Natascha Geisler | Melanie           |
| Paul Schneider    | Marius Clarén    | David Brown       |
| Kevin Corrigan    | Tim Moeseritz    | David Brown Sr.   |
| Shantel VanSanten | Maria Hönig      | Jamie Brown       |
| Jacki Weaver      | Katja Brügger    | Jeanne            |
| Moisés Arias      | Hannes Maurer    | Kyle Wallace      |

Dialogbuch und Dialogregie: Roman Wessel